# Modulação de amplitude em quadratura
A modulação de amplitude em quadratura (do inglês Quadrature Amplitude Modulation (QAM)) é utilizada em TV digital e outros sistemas que necessitam de alta taxa de transferência de informação.
Consiste em duas portadoras que são utilizadas em quadratura. Este sistema é utilizado na TV digital terrestre, a cabo e em alguns sistemas utilizados experimentalmente por radioamadores (QPSK) para transmissões em radiopacote para transferência de dados.
Nas transmissões digitais utiliza-se a modulação QPSK (Quadrature Phase Shift Keying) para satélite, QAM para cabo ou terrestre e a OFDM para emissão terrestre.
Alguns exemplos para o QAM são os enlaces de rádio digital e microondas, transmissões em altas taxas de transferência, televisão digital de alta definição, em modem, cable modens, ADSL.
A modulação QAM pode ser: 4 QAM, 16 QAM, 32 QAM, 64 QAM, 128 QAM, 256 QAM, 512 QAM, 1024 QAM, 2048 QAM, 4096 QAM ou mais densas.
No Brasil é utilizado a modulação QAM 256 pela NET, nas transmissões de sinal digital para TV, internet 4G e conexões via radio-satélite.
Nesta forma de modulação, os símbolos são mapeados em um diagrama de fase e quadratura, sendo que cada símbolo apresenta uma distância específica da origem do diagrama que representa a sua amplitude, diferentemente da modulação PSK, na qual todos os símbolos estão a igual distância da origem. Isto significa que as informações são inseridas nos parâmetros de amplitude e quadratura da onda portadora.
No caso do 16 QAM, a constelação apresenta 16 símbolos, sendo 4 em cada quadrante do diagrama, o que significa que cada símbolo representa 4 bits. Podemos ter também, por exemplo, o modo 64 QAM, cuja constelação apresenta 64 símbolos, cada um deles representando 6 bits. A figura abaixo mostra as constelações geradas pelos dois modos QAM mencionados acima:
Pode-se notar que no modo 16QAM alcança-se uma taxa de transmissão menor do que no modo 64 QAM, uma vez que cada símbolo transporta um número menor de bits. No entanto, no modo 16 QAM, a distância euclidiana entre os símbolos é maior do que no caso do modo 64QAM. Isto permite que o modo 16QAM possibilite uma melhor qualidade de serviço (QoS), pois a maior distância entre os símbolos dificulta erros de interpretação no receptor quando este detecta um símbolo.
A modulação de amplitude em quadratura (QAM) permite obter a mesma eficiência da modulação PAM-SSB utilizando dois bits de informação em duas portadoras em quadratura (90 graus) uma da outra. É um pouco como se fosse PAM em PSK com 

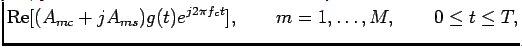
Modulação QAM

Neste caso os sinais de base escrevem-se:

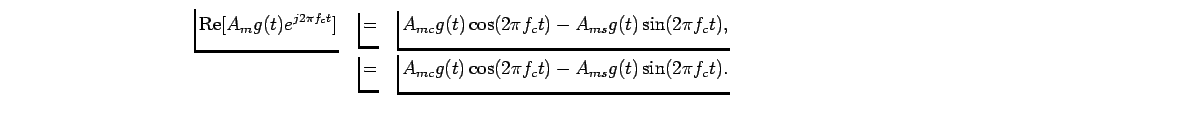
Modulação QAM

1. ↑  «MODULAÇÃO». www.gta.ufrj.br. Consultado em 7 de julho de 2017
2. ↑  «Modulação de amplitude em quadratura (Quadrature Amplitude Modulation - QAM)». w3.ualg.pt. Consultado em 7 de julho de 2017